# Minucia murina
Minucia murina är en fjärilsart som beskrevs av Charles Oberthür 1884. Minucia murina ingår i släktet Minucia och familjen nattflyn. Inga underarter finns listade i Catalogue of Life.